# Mémorial de Maarjamäe aux victimes du communisme
 (novembre 2024).
Le mémorial de Maarjamäe aux victimes du communisme ou Monument aux victimes estoniennes du communisme 1940-1991 est un lieu de mémoire dédié aux victimes de la répression communiste en Estonie et aux officiers de l'armée estonienne situé sur la rue de Pirita à Tallinn, capitale du pays. Le mémorial a été inauguré le 23 août 2018.

## Monument
Le mémorial fait partie de l'ensemble mémoriel de Maarjamäe, et il comporte deux parties.
La première partie est appelée mur du souvenir du « voyage » (« Teekonna mälestusseina ») et est constituée de deux parois noires parallèles. Le mur du souvenir reçoit les noms des citoyens et des résidents permanents de la République d'Estonie qui, de 1940 à 1991, ont été illégalement assassinés,  emprisonnés ou déportés par l'occupant soviétique, ou qui sont morts en captivité dans ses geôles. Dès l'ouverture, il y avait plus de 22 000 noms sur le mur du souvenir. Le mur du souvenir peut être complété par des plaques supplémentaires.
Le jardin du mémorial, appelé « Koduaed » (« jardin familial ») est planté de pommiers et accueil les cérémonies mémorielles. Des textes informatifs et le nom des principaux lieux de la répression soviétique en Estonie sont également inscrits dans le jardin.
Sur le côté ouest du second mur du souvenir se trouve 22 000 abeilles sculptées par Kirke Kangro, avec une citation du poème Ta lendab mesipuu poole (Ils volent vers la ruche) de Juhan Liiv : 
« Ja langevad teele tuhanded,
veel koju jõuavad tuhanded
ja viivad vaeva ja hoole
ja lendavad mesipuu poole.

Et des milliers tombent sur la route, 
des milliers d'autres rentreront chez eux
et endurent un travail et des soins acharnés
et s'envolent vers la ruche. »
Un registre virtuel de mémoire a également été mis en place par voie électronique. Ce registre est géré par la Fondation estonienne pour la mémoire historique.
La seconde partie du monument est consacrée aux officiers de l'armée régulière de la République d'Estonie (y compris les officiers de réserve ou spéciaux) et des officiers qui ont participé à la guerre d'indépendance dont les noms sont inscrits sur la face extérieur du mur ouest.

## Conception
Le lieu a été conçu par une équipe architecturale et paysagère dirigée par Kalle Vellevoog, Jaan Tiidemann et Tiiu Truus. Le groupe de travail comprenait Martin Prommik, Kersti Nigols, Liis Voksepp, Annika Liivo et Marianna Zvereva, avec Kirke Kangro à la sculpture. Mihkel Putrinš était responsable de la préparation des bases de données et Argo Roots de la conception numérique. L'aménagement paysager a été conçu par Lidia Zarudnaja. La conception graphique et celle du mémorial des officiers avaient été confiées à Martin Pedanik er Margus Triibmann, respectivement. L'ensemble a remporté le World architecture Award en 2019 dans la catégorie musées et bâtiments culturels,.

## Victimes commémorées
Un décret édicté par le gouvernement estonien dans le cadre de la loi relative aux victimes des puissances occupantes fixe les personnes dont les noms peuvent figurer sur le mur du souvenir, à savoir les ressortissants estoniens ou les personnes résidant de manière permanente en Estonie avant le 17 juin 1940, qui ont: 
- été condamnées ou arrêtés pour des raisons politiques par l'Union soviétique et ayant été réhabilitées dans le cadre de la loi portant réhabilitation des personnes réprimées de manière extrajudiciaire ou condamnées sans preuves ;
- été condamnées par l'Union soviétique et réhabilitées par la Cour d'État d'Estonie dans le cadre de la loi précitée lorsqu'il est établi que cette condamnation avait été motivée par leur lutte pour l'indépendance de l'Estonie ou contre les injustices subies par le peuple estonien ;
- fait l'objet de répression extrajudiciaire, dont la déportation, y-compris les enfants nés en déportation ou les personnes désignées comme devant faire l'objet d'une déportation sans toutefois l'avoir été effectivement ;
- été assassinées pour des raisons politiques par l'Union soviétique, y-compris les Frères de la forêt, à l'exception des victimes de guerre ;
- trouvé la mort dans les camps de prisonniers de guerre et les camps de filtration soviétiques.

Ne figurent pas les personnes décédées au combat, y-compris les personnes enrôlées de force dans l'armée rouge, ou les membres des Frères de la forêt ou de l'Omakaitse (« garde de la maison ») tués dans leur action de combat contre les soviétiques. Ne figurent pas non plus les personnes évacuées vers les arrières soviétiques à l'été 1941 n'ayant pas subi la répression. Enfin, ne figurent pas les personnes s'étant elles-mêmes rendues coupables de crime contre l'humanité ou de crime de guerre ou ayant collaboré ou fait partie des organes de répression du régime, des bataillons de destruction ou ayant rejoint le Parti communiste avant 1954.

## Galerie

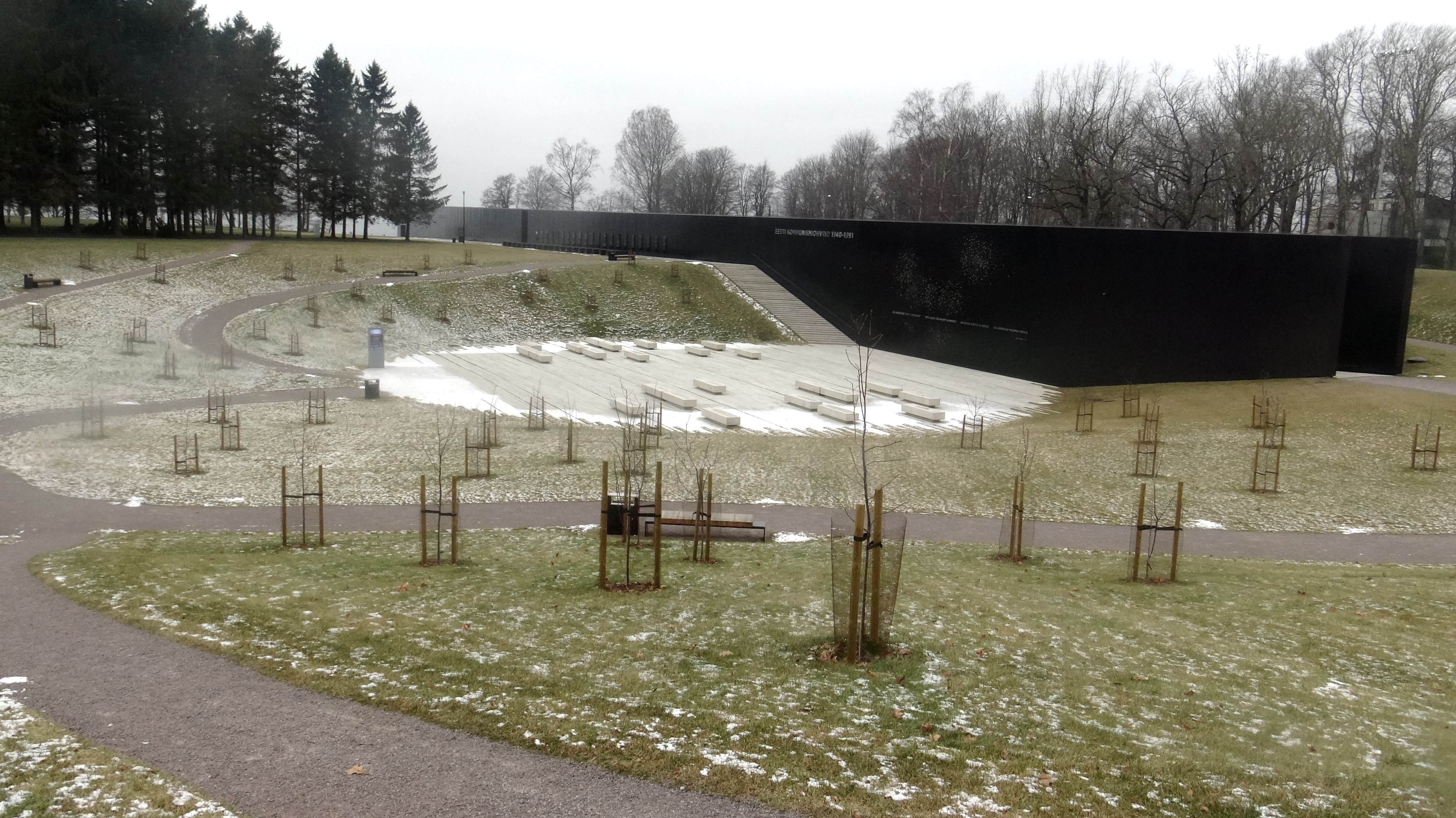
Vue d'ensemble du mémorial.
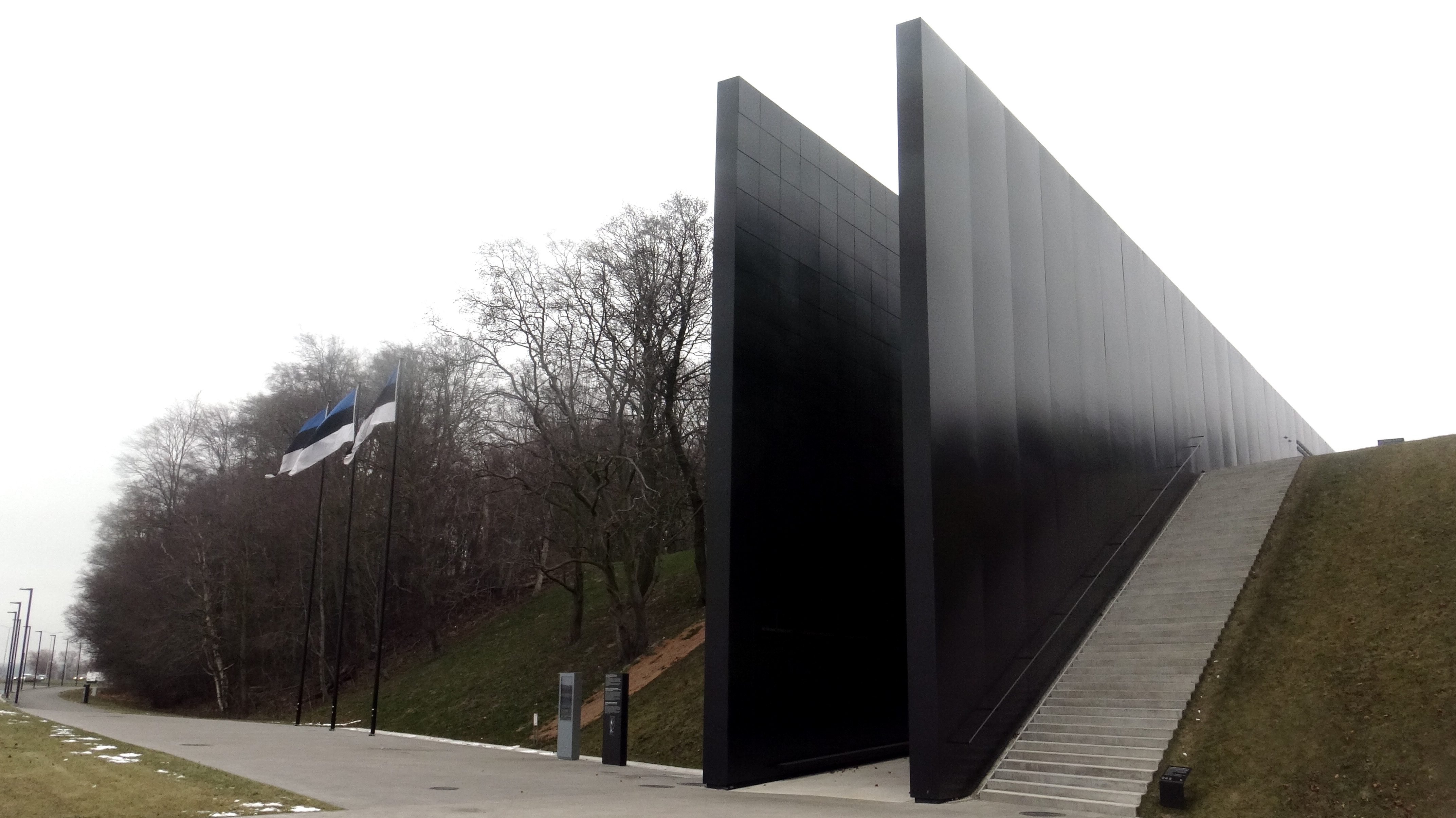
Entrée nord du mur du souvenir.
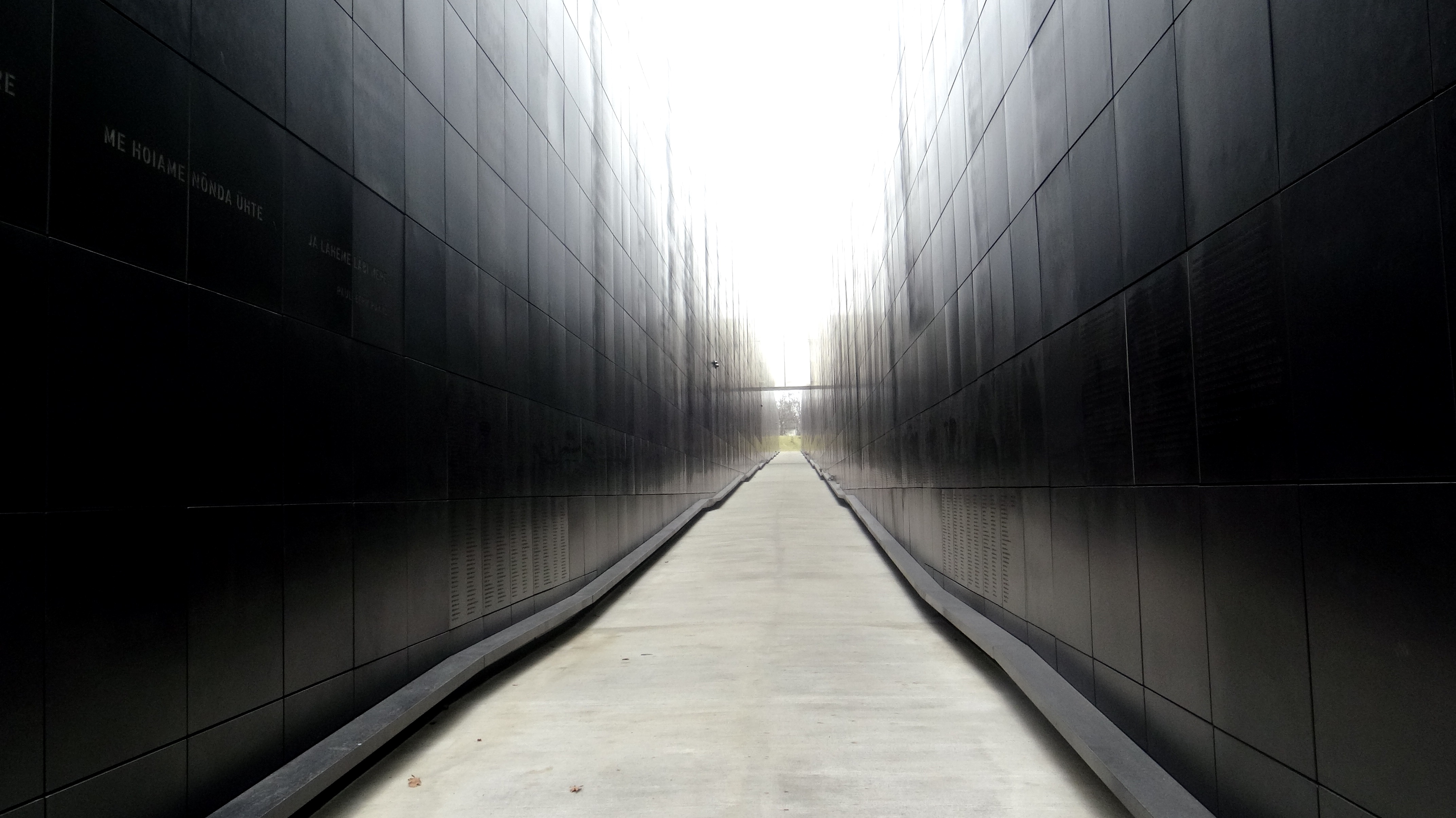
Entre les parois du mur du souvenir.
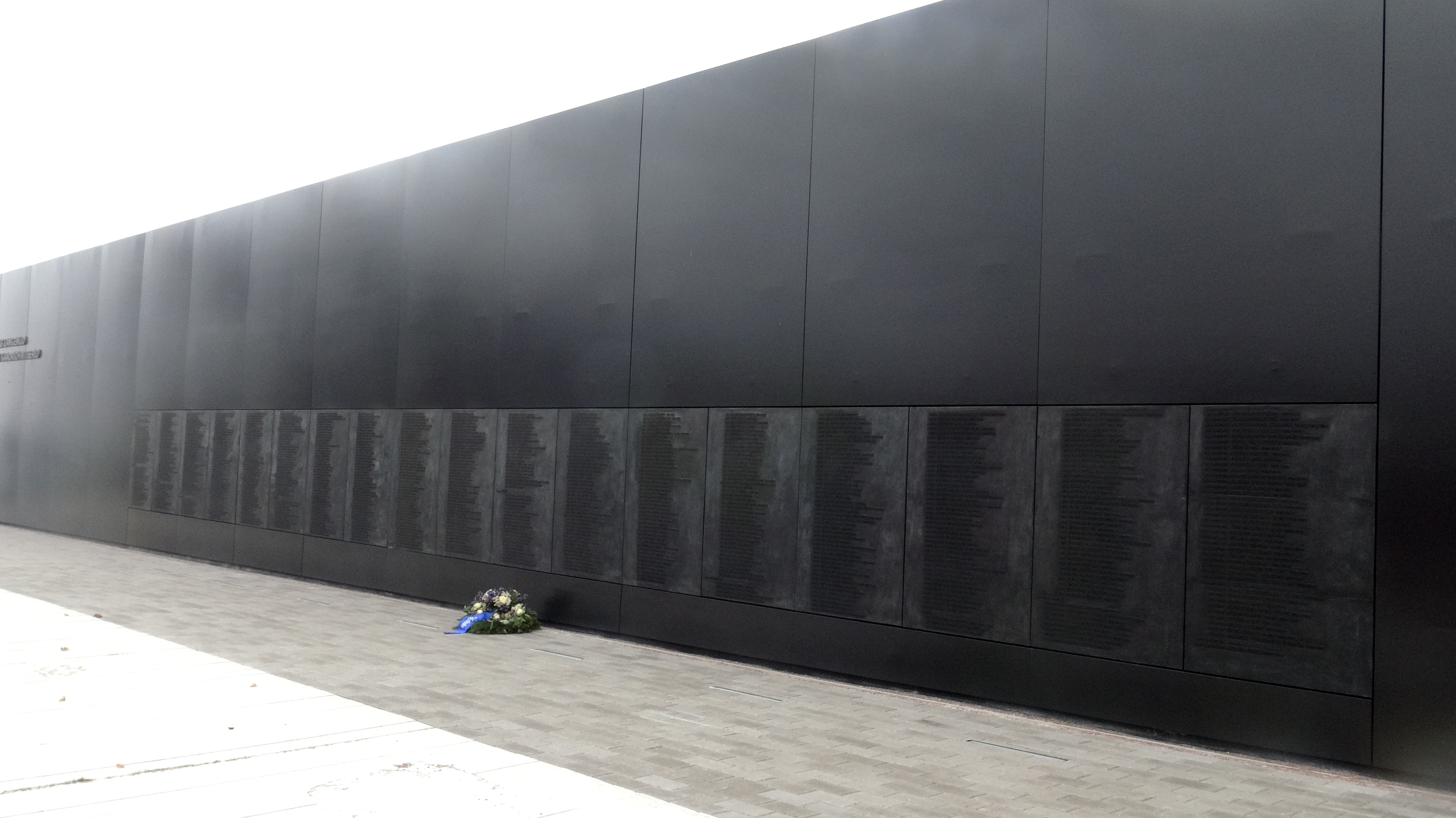
Mémorial des officiers.
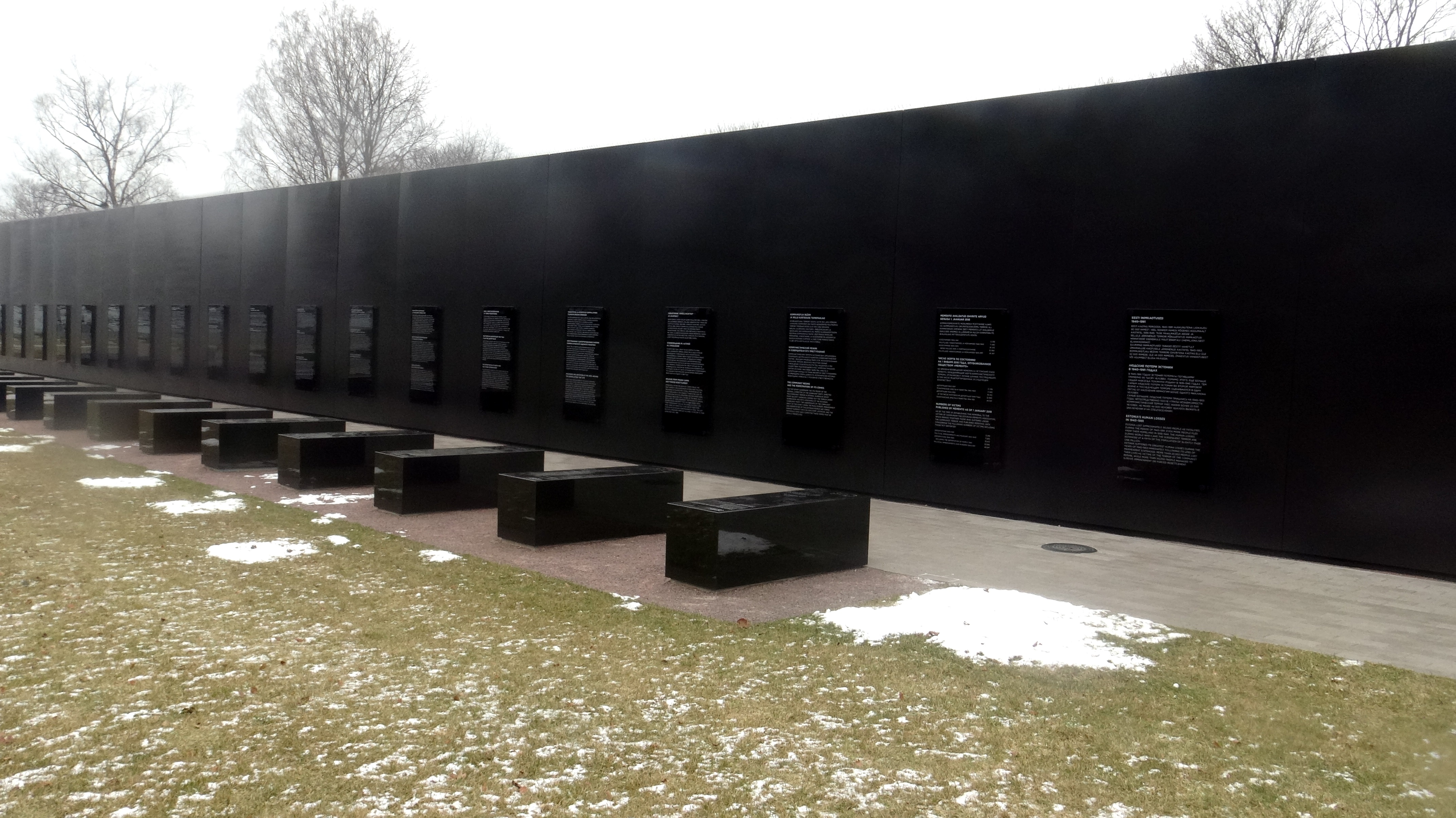
Inscriptions des principaux lieux de la répression soviétique en Estonie.
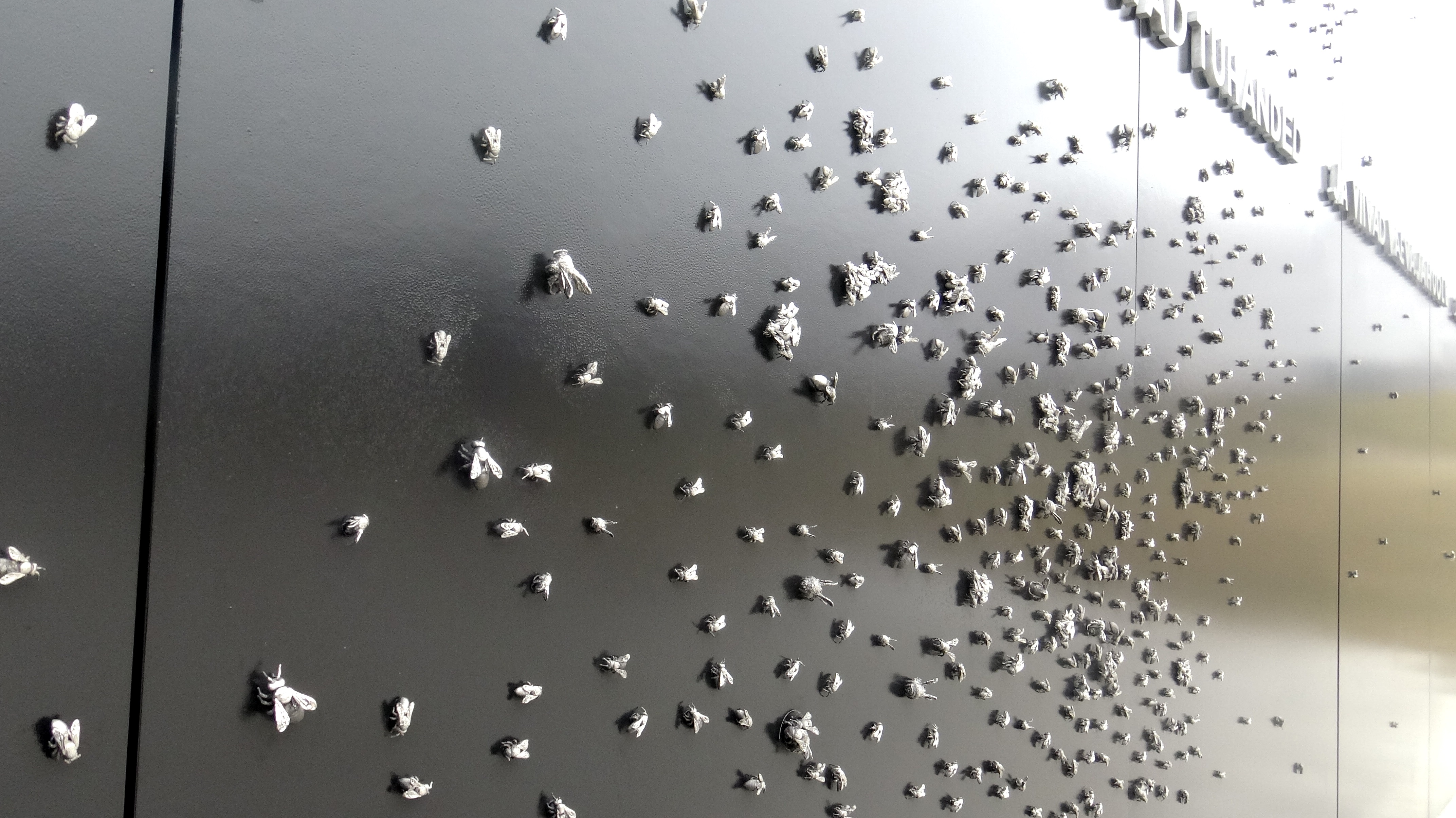
Les abeilles de Kirke Kangro sur le mur ouest, près de la citation du poème de Juhan Liiv.
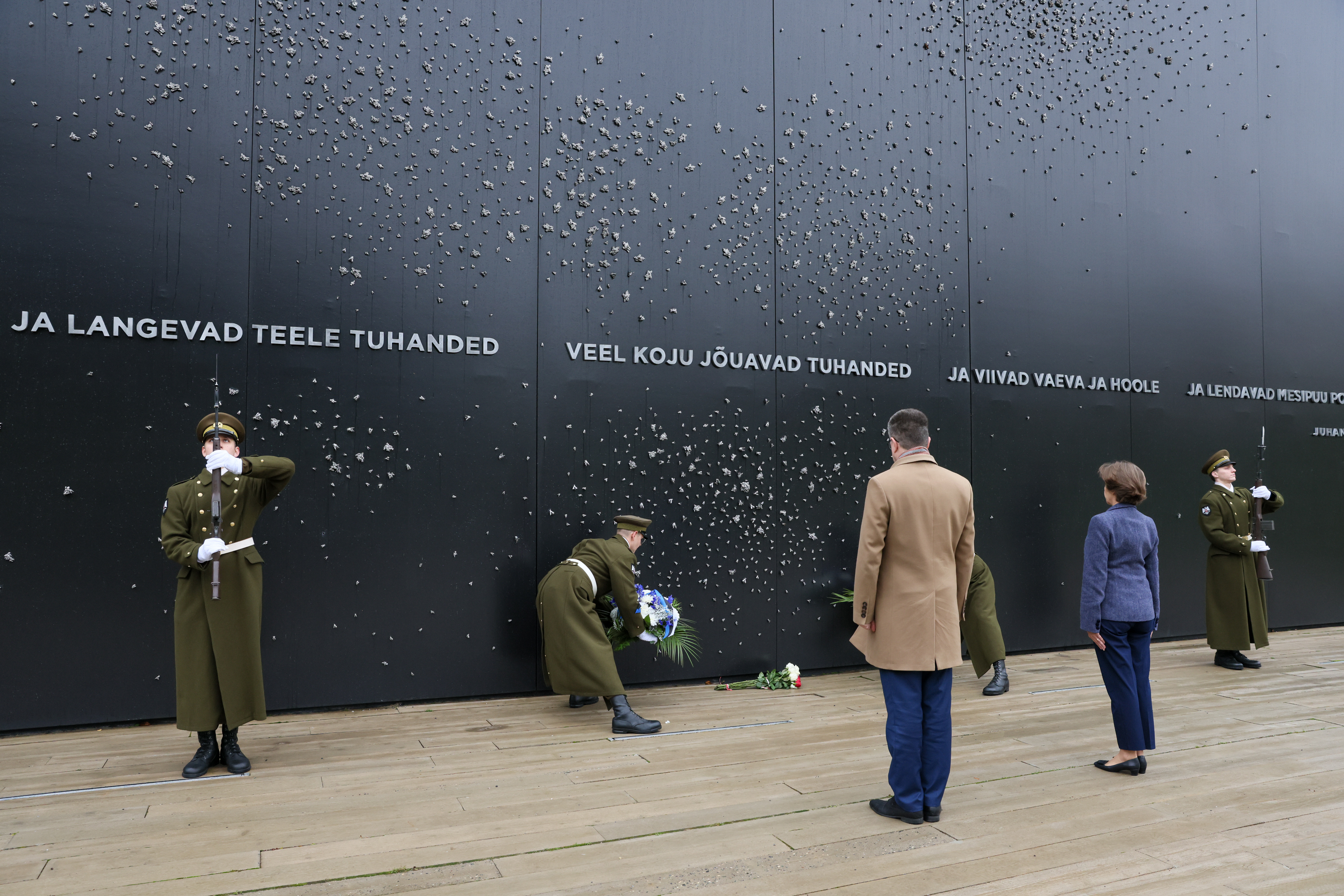
Dépôt de gerbe au mur ouest, sous la citation de Juhan Liiv, par la Ministre des affaires étrangères française, Catherine Colonna, et son homologue estonien, Urmas Reinsalu.
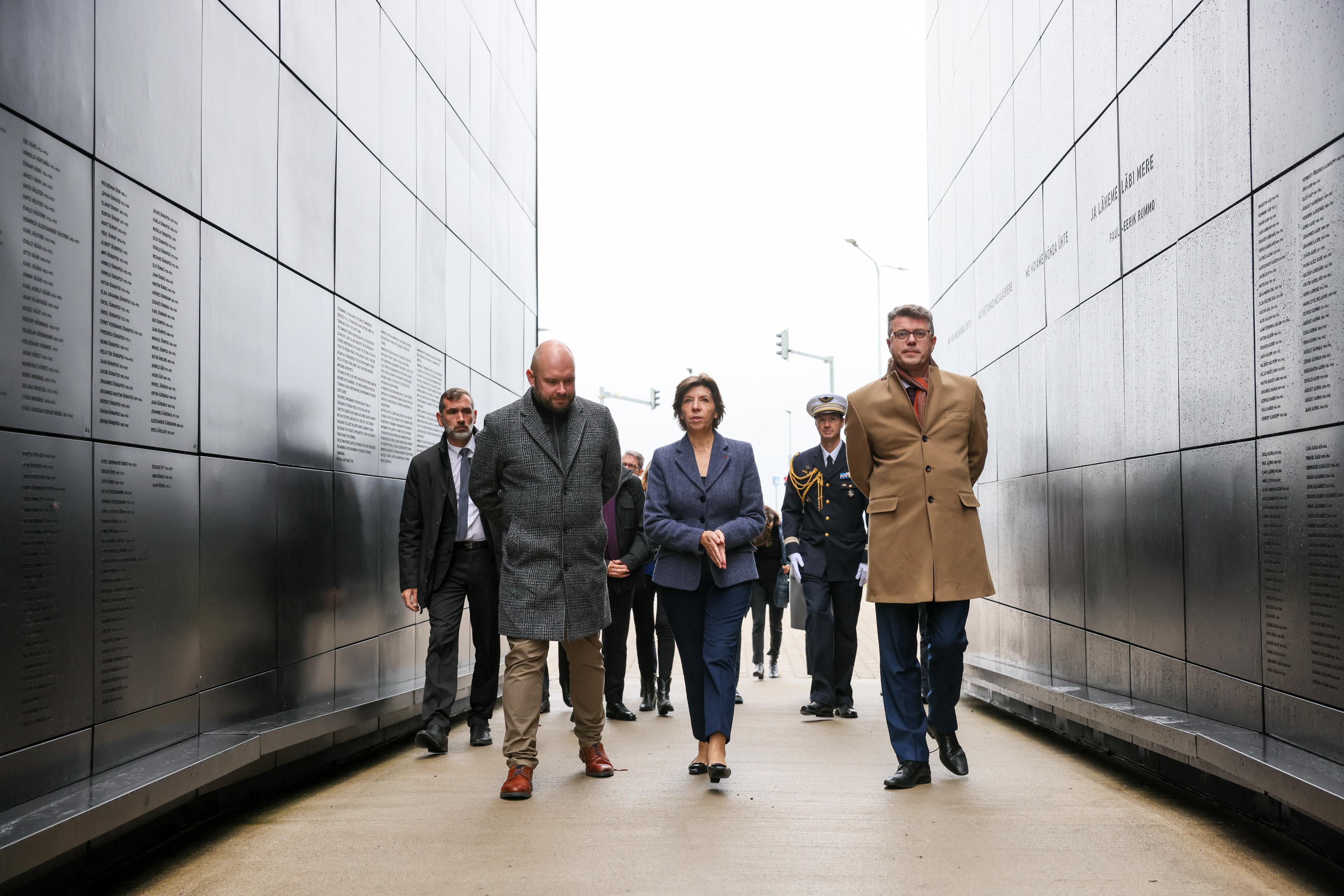
Catherine Colonna, Ministre des affaires étrangères française, visite l'intérieur du mémorial en compagnie de son homologue estonien Urmas Reinsalu, le 24 octobre 2022.
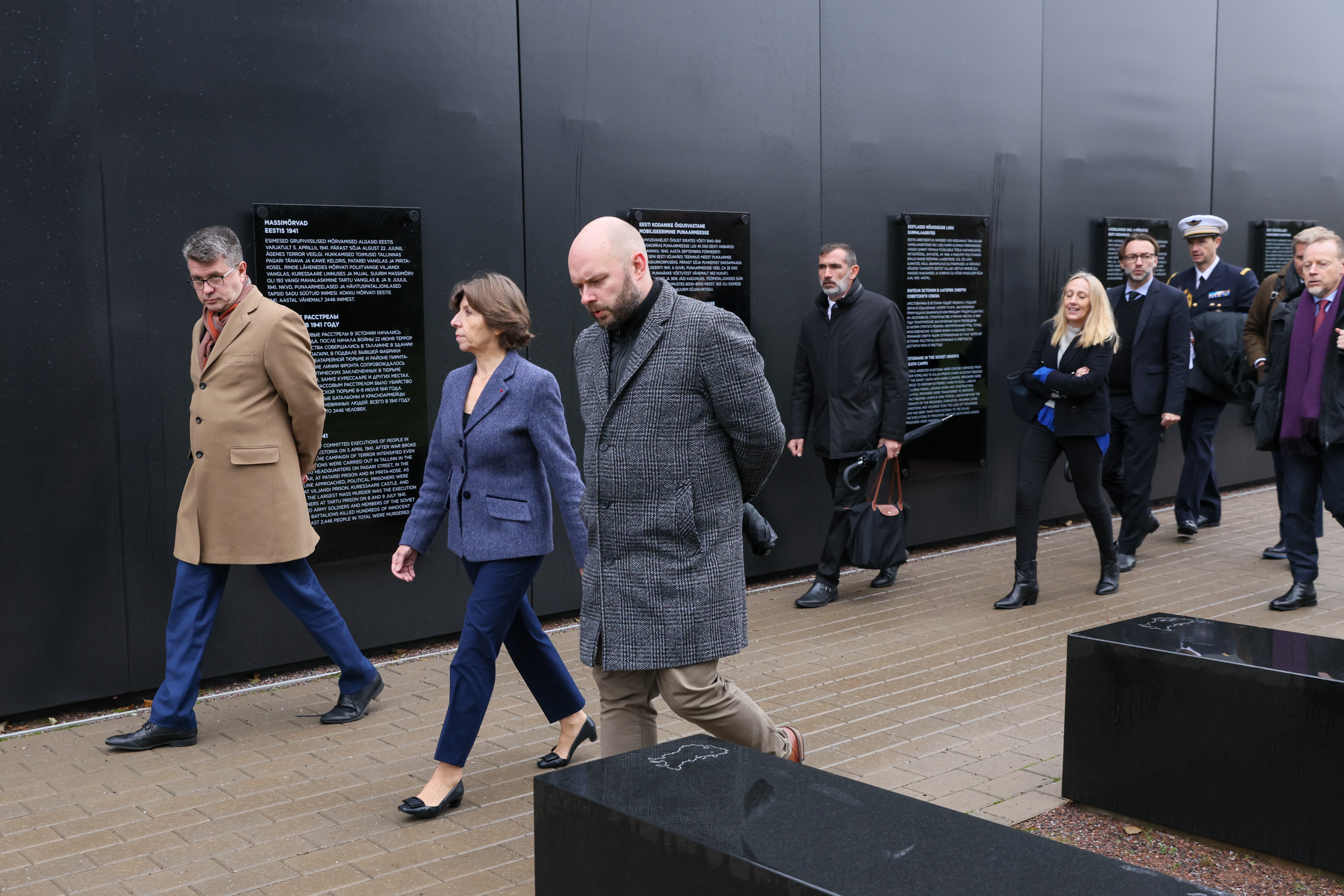
Catherine Colonna, Ministre des affaires étrangères française, parcours les inscriptions du lieu de la répression, en compagnie de son homologue estonien, Urmas Reinsalu.
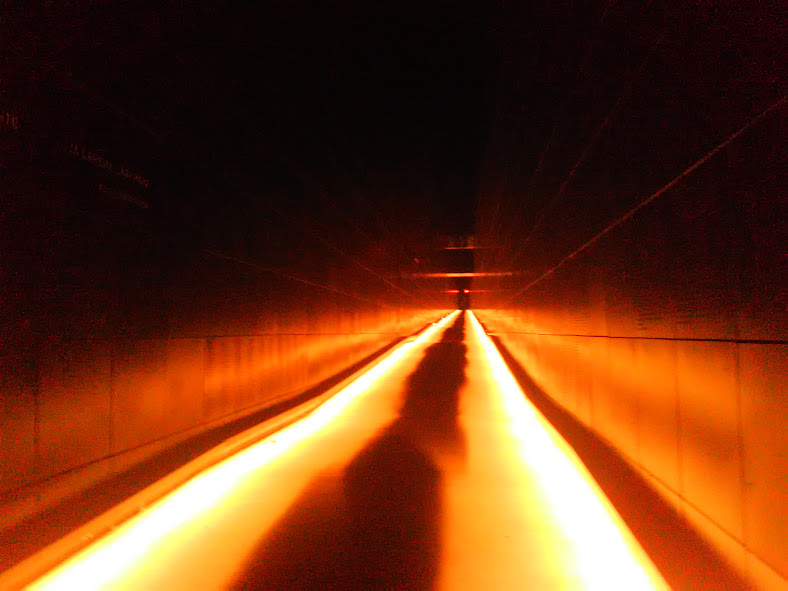
Vue nocturne du mur du souvenir.

## Voir également